# Чаквар (футбольний клуб)
Футбольний клуб «Аквіталь Чаквар» (угор. Aqvital Futball Club Csákvár) — угорський футбольний клуб із міста Чаквар. Клуб грає в Угорському національному чемпіонаті II, другому дивізіоні угорського футболу.

## Історія
Клуб був заснований у 1947 році під назвою «Чакварі Торна Клуб». У 1989 році клуб вийшов до фіналу аматорського кубка Угорщини, де поступився з рахунком 0-1 клубу «Керменді Дожа МТЕ». У 2011 році команда виграла чемпіонат медьє Феєр, та вийшла до третього угорського дивізіону. У третьому дивізіоні команда в першому ж сезоні здобула перемогу, та вийшла до Угорського національного чемпіонату II. У західній зоні другого дивізіону в сезоні 2012—2013 років клуб посів 9-те місце, що після реформи дивізіонів угорського футболу призвело до пониження в класі. У сезоні 2013—2014 років клуб виграв західну групу третього дивізіону, та повернувся до Угорського національного чемпіонату II. У сезоні 2019—2020 років клуб зайняв 4-те місце в другому угорському дивізіоні.

## Стадіон
Клуб грає домашні матчі на стадіоні «Терстянскі Одон Шпорткозпонт» місткістю 2500 глядачів.